# Чонград (місто)
Чонґрад (угор. Csongrád, рум. Ciongrad, серб. Чонград / Čongrad, також Црноград/Crnograd) — місто на півдні Угорщини, в медьє Чонград. Розташоване на березі річки Тиса. Населення — 17 686 осіб.
До приходу мадярів називався слов'янським ім'ям Черніград. Пізніше король Іштван (1000—1038) зробив місто центром державного управління, ім'я якого перейшло на цілий комітат. Після монгольського вторгнення до Угорщини (1240-42) втратив колишнє значення.

## Міста-побратими
- Белхатув, Республіка Польща
- Бечей, Сербія
- Георгень, Румунія
- Райсіо, Фінляндія

| Угорщина | Це незавершена стаття з географії Угорщини. Ви можете допомогти проєкту, виправивши або дописавши її. |